# Xylocopa leucothoracoides
Xylocopa leucothoracoides är en biart som beskrevs av Maidl 1912. Xylocopa leucothoracoides ingår i släktet snickarbin, och familjen långtungebin. Inga underarter finns listade i Catalogue of Life.